# 7742 Altamira
Altamira (asteróide 7742) é um asteróide da cintura principal, a 2,5054776 UA. Possui uma excentricidade de 0,0793548 e um período orbital de 1 639,79 dias (4,49 anos).
Altamira tem uma velocidade orbital média de 18,05483919 km/s e uma inclinação de 4,1411º.
Este asteróide foi descoberto em 20 de Outubro de 1985 por Antonín Mrkos.